# Oscar 1953
A 25ª cerimônia de entrega dos Academy Awards (ou Oscars 1953), apresentada pela Academia de Artes e Ciências Cinematográficas, premiou os melhores atores, técnicos e filmes de 1952 no dia 19 de março de 1953, em Los Angeles e teve como mestres de cerimônias Bob Hope (em Hollywood), Conrad Nagel (Mestre de Cerimônias) e Fredric March (em Nova York).
Foi a primeira cerimônia a ser televisionada e também a primeira a ocorrer em duas cidades simultaneamente: Hollywood e Nova York. Também foi o único ano em que as cerimônias de Nova York foram realizadas no NBC International Theatre, em Columbus Circle, que pouco tempo depois foi demolido e substituído pelo New York Coliseum.
O drama The Greatest Show on Earth foi premiado na categoria de melhor filme.

## Indicados e vencedores
| Melhor Filme - The Greatest Show on Earth - High Noon - Ivanhoe - Moulin Rouge - The Quiet Man | Melhor Diretor - John Ford – The Quiet Man - Cecil B. DeMille – The Greatest Show on Earth - John Huston – Moulin Rouge - Joseph L. Mankiewicz – 5 Fingers - Fred Zinnemann – High Noon                                                        |
| Melhor Ator/Actor (Principal) - Gary Cooper – High Noon - Marlon Brando – Viva Zapata! - Kirk Douglas – The Bad and the Beautiful - José Ferrer – Moulin Rouge - Alec Guinness – The Lavender Hill Mob      | Melhor Atriz/Actriz (Principal) - Shirley Booth – Come Back, Little Sheba - Joan Crawford – Sudden Fear - Bette Davis – The Star - Julie Harris – The Member of the Wedding - Susan Hayward – With a Song in My Heart                          |
| Melhor Ator/Actor Coadjuvante/Secundário - Anthony Quinn – Viva Zapata! - Richard Burton – My Cousin Rachel - Arthur Hunnicutt – The Big Sky - Victor McLaglen – The Quiet Man - Jack Palance – Sudden Fear | Melhor Atriz/Actriz Coadjuvante/Secundária - Gloria Grahame – The Bad and the Beautiful - Jean Hagen – Singin' in the Rain - Colette Marchand – Moulin Rouge - Terry Moore – Come Back, Little Sheba - Thelma Ritter – With a Song in My Heart |
| Melhor Roteiro/Argumento - Original - The Lavender Hill Mob - The Atomic City - The Sound Barrier - Pat and Mike - Viva Zapata!                                                                             | Melhor Roteiro/Argumento - Adaptado - The Bad and the Beautiful - 5 Fingers - High Noon - The Man in the White Suit - The Quiet Man |
| Melhor História Original - The Greatest Show on Earth - My Son John - The Narrow Margin - The Pride of St. Louis - The Sniper                                                                               | Melhores Efeitos Visuais - Plymouth Adventure |
| Melhor Documentário em Longa-metragem - The Sea Around Us - The Hoaxters - Navajo | Melhor Documentário em Curta-metragem - Neighbours - Devil Take Us - The Garden Spider - Man Alive! |
| Melhor Curta-metragem em Uma Bobina - Light in the Window - Athletes of the Saddle - Desert Killer - Neighbours - Royal Scotland                                                                            | Melhor Curta-metragem em Duas Bobinas - Water Birds - Bridge of Time - Devil Take Us - Thar She Blows! |
| Melhor Animação em Curta-metragem - Johann Mouse - Little Johnny Jet - Madeline - Pink and Blue Blues - The Romance of Transportation in Canada                                                             | Melhor Edição/Montagem - High Noon - Come Back, Little Sheba - Flat Top - The Greatest Show on Earth - Moulin Rouge |
| Melhor Trilha Sonora/Banda Sonora/Comédia ou Drama - High Noon - Ivanhoe - The Miracle of Our Lady of Fatima - The Thief - Viva Zapata!                                                                     | Melhor Canção original - "High Noon" por High Noon - "Am I in Love" por Son of Paleface - "Because You're Mine" por Because You're Mine - "Thumbelina" por Hans Christian Andersen - "Zing a Little Zong" por Just for You                     |
| Melhor Trilha Sonora/Banda Sonora/Musical - With a Song in My Heart - Hans Christian Andersen - The Jazz Singer - The Medium - Singin' in the Rain                                                          | Melhor Mixagem/mistura de Som - The Sound Barrier - The Card - Hans Christian Andersen - The Quiet Man - With a Song in My Heart |
| Melhor Direção de Arte/Preto & Branco - The Bad and the Beautiful - Carrie - My Cousin Rachel - Rashomon - Viva Zapata!                                                                                     | Melhor Direção de Arte/Colorido - Moulin Rouge - Hans Christian Andersen - The Merry Widow - The Quiet Man - The Snows of Kilimanjaro |
| Melhor Cinematografia/Fotografia/Preto & Branco - The Bad and the Beautiful - The Big Sky - My Cousin Rachel - Navajo - Sudden Fear                                                                         | Melhor Cinematografia/Fotografia/Colorido - The Quiet Man - Hans Christian Andersen - Ivanhoe - Million Dollar Mermaid - The Snows of Kilimanjaro                                                                                              |
| Melhor Figurino/Guarda-Roupa/Preto & Branco - The Bad and the Beautiful - Affair in Trinidad - Carrie - My Cousin Rachel - Sudden Fear                                                                      | Melhor Figurino/Guarda-Roupa/Colorido - Moulin Rouge - The Greatest Show on Earth - Hans Christian Andersen - The Merry Widow - With a Song in My Heart                                                                                        |
| Melhor Filme Estrangeiro - Jeux interdits (França) | |

### Múltiplas indicações
- 7 indicações: High Noon, Moulin Rouge e The Quiet Man
- 6 indicações: The Bad and the Beautiful e Hans Christian Andersen
- 5 indicações: The Greatest Show on Earth, Viva Zapata! e With a Song in My Heart
- 4 indicações: My Cousin Rachel e Sudden Fear
- 3 indicações: Come Back, Little Sheba e Ivanhoe
- 2 indicações: The Big Sky, Breaking the Sound Barrier, Carrie, Devil Take Us, Five Fingers, The Lavender Hill Mob, The Merry Widdow, Navajo, Neighbours, Singin' in the Rain e The Snows of Kilimanjaro